# エイジレス・ライフ
エイジレス・ライフとは、内閣府が推進している高齢者の生活様式。これは年を重ねて高齢者となった者が年齢にとらわれることなく自らの責任と能力において自由で生き生きとした生活を送ろうというものである。
エイジレス・ライフというのは社会に参加するという形式での生活という事とされており、これは就業であったり社会活動であったり、または異なった世代との交流であるなど、高齢となった者でも社会の一員として活動できるという生活を見つけ出そうというものである。各都道府県は優れていると思われるエイジレス・ライフが存在するならばそれを紹介するという事業を行ったり、またそこから優れた実績を出せたならばそれに対して賞を交付するといった事業も実施している。